# 우마루 야르아두아
우마루 무사 야르아두아(Umaru Musa Yar'Adua, 문화어: 알하지 우마루 무싸 야르아두아, 1951년 8월 16일~2010년 5월 5일)는 나이지리아의 정치인이다. 2007년~2010년 대통령으로 재직했다.
북부 카치나주에서 태어났으며, 이슬람교 신자이다. 자이라의 아마두 벨로 대학교를 졸업했다. 1979년~1983년까지는 카치나 폴리테크닉 강사로 일했으며 1979년~1983년까지는 인민구원당 당원으로 재직한바있다. 또한 1999년~2007년 카치나주의 주지사로 재직했다. 2007년 4월 21일 당시 여당인 국민민주당 소속으로 대통령 선거에서 승리하여 5월 29일 대통령으로 취임하였다. 그는 야당의 부정선거 논란 속에 취임한데다가, 이슬람교도와 기독교도의 대립이 격화되어 어려움에 처한 가운데, 심막염으로 건강 상태가 좋지 않았다. 이에 2009년 11월 23일부터 사우디아라비아의 병원에서 치료를 받기 시작했으나, 기독교도인 굿럭 조너선 부통령에게 권한을 이양하지 않아 문제가 되었다. 그는 회복되지 못해 2010년 2월 9일 의회는 굿럭 조너선 부통령이 대통령 권한을 대행할 것을 결의하였다. 결국 야르아두아 대통령은 회복하지 못하고 5월 5일 사망하였다.

## 역대 선거 결과
| 선거명      | 직책명              | 대수 | 정당       | 득표율 | 득표수       | 결과 | 당락 |
| ----------- | ------------------- | ---- | ---------- | ------ | ------------ | ---- | ---- |
| 2007년 선거 | 나이지리아의 대통령 | 13대 | 국민민주당 | 69.60% | 24,638,063표 | 1위  |      |

## 같이 보기
- 올루세군 오바산조
- 굿럭 조너선